# Colin Ross (Journalist)

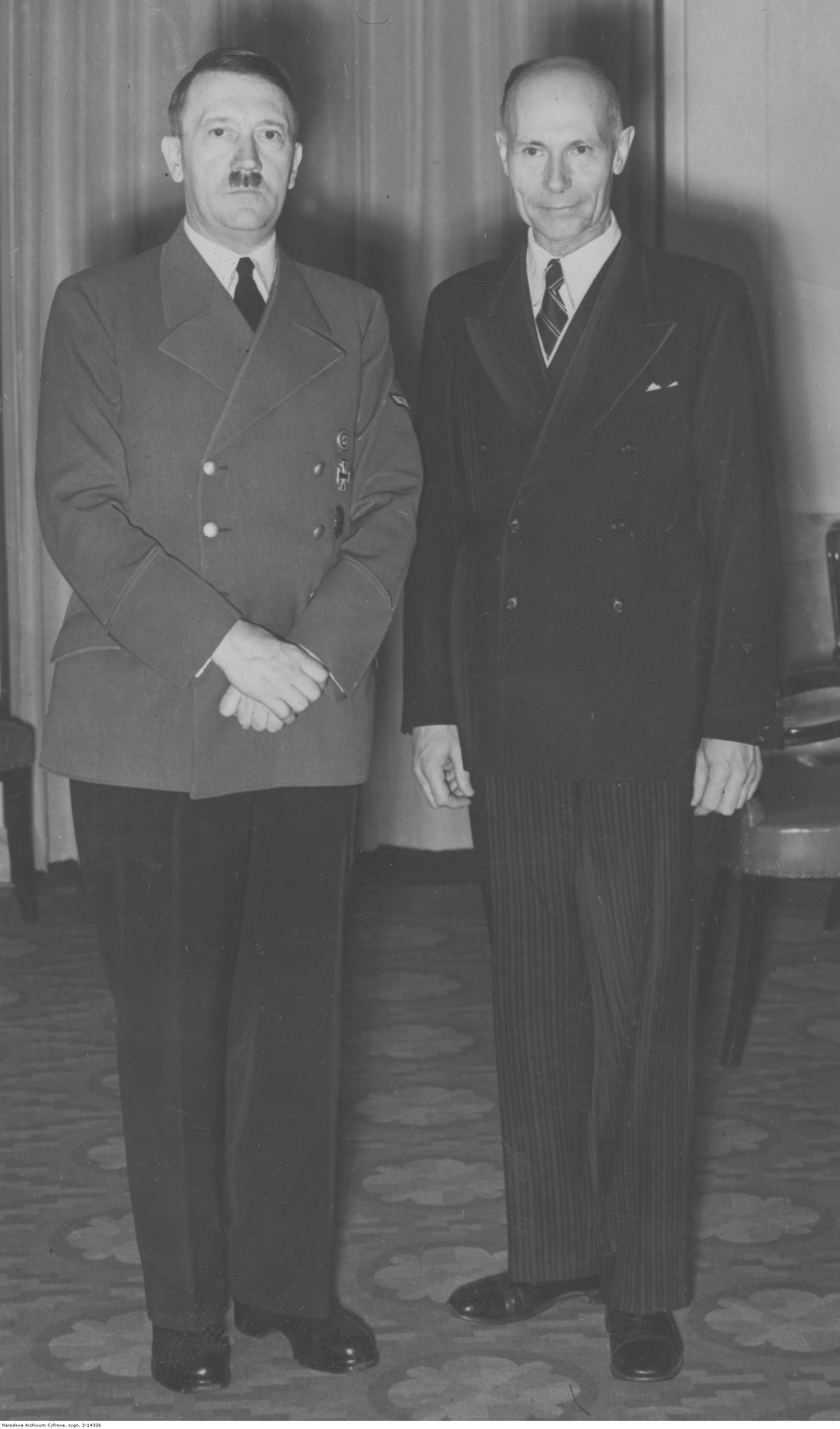
Colin Ross trifft Adolf Hitler in Berlin

Colin Ross (manchmal auch „Roß“ geschrieben; * 4. Juni 1885 in Wien; † 29. April 1945 in Urfeld am Walchensee) war ein österreichischer Journalist, Kriegsberichterstatter und Ingenieur. Er gehörte zwischen den Weltkriegen neben Egon Erwin Kisch, Richard Katz und Alfred E. Johann zu den bekanntesten deutschsprachigen Reisejournalisten. Ab 1933 nutzte er seine Auslandsreisen auch zu Zwecken der NS-Propaganda.

## Leben
Colin Ross war der älteste Sohn des Ingenieurs Friedrich Ross (1850–1918), der am Bau des ersten städtischen Elektrizitätswerks in Wien beteiligt war. Er studierte an den Technischen Hochschulen Berlin und München Maschinenbau und Hüttenwesen sowie in München Volkswirtschaft und Geschichte. 1910 beendete er sein Studium erfolgreich mit einer Promotion zum Dr. phil. in Heidelberg. Schon während des Studiums war er journalistisch tätig, schließlich wurde der Journalismus sein Beruf. Er wurde 1911 zunächst Privatsekretär bei Oskar von Miller. Als Mitarbeiter des Deutschen Museums für Naturwissenschaft und Technik reiste er erstmals 1912 nach Amerika, in die USA, nach New York City und nach Chicago. Ebenfalls 1912 wurde er als Kriegsberichterstatter der Münchener Illustrierten Zeit im Bild in den Balkankrieg entsandt. Anfang 1914 berichtete er von der Revolution in Mexiko. Im Ersten Weltkrieg leistete er Kriegsdienst, ab 1916 als Mitarbeiter der „Militärischen Stelle des Auswärtigen Amtes“, die für Propaganda zuständig war. In der Novemberrevolution war Ross 1918 Mitglied des Vollzugsrats des Arbeiter- und Soldatenrates Groß-Berlin. 1919 wanderte er nach Südamerika aus, kehrte aber 1921 nach Deutschland zurück.
Ross unternahm ausgedehnte Reisen um die Welt und berichtete in seinen Büchern davon. Vor dem Hintergrund seines rassistischen Weltbildes beschrieb er die Völker Schwarzafrikas als „tiefstehende Rassen dahinvegetierend“. Nur die Bodenschätze und Ressourcen schienen ihm für Europa interessant. Das Schicksal Afrikas sollte ausschließlich von Europa bestimmt werden. Im Vorwort „Der Kontinent ohne Vergangenheit“ in seinem Buch Die erwachende Sphinx (1927) stellte er in Frage, ob die Völker Afrikas, außer Ägyptens, je eine eigene Kultur und politische Gebilde besessen hätten und je dazu in der Lage wären, sie zu erreichen. Auf den Seiten 66 bis 71 beschreibt er in dem Kapitel „Die Bastardin“ tanzende Buschmannfrauen:

„Die Buschleute sind gewiß keine schöne Menschenrasse […] Das Alter der Frauen war gänzlich unbestimmbar. Alle glichen sie jedenfalls abscheulichen Hexen, mit ihrer schmutzig gelben Haut, den abstoßend eingedrückten Gesichtern und den schlaffen, hängenden Brüsten. Nur eine fiel gänzlich aus diesem Rahmen allgemeiner Häßlichkeit. […] ‚Sie ist eine Bastardin,‘ sagte der Bur, ‚ihr Vater war ein Weißer.‘ […] Mitten in diesem jämmerlichen Volk saß die Bastardin. […] All der Schmutz und all die Verkommenheit konnten ihre Schönheit nicht zerstören. […] Dieses schöne Mischlingsmädchen trug noch ungeweckt in sich das Geheimnis und den Trieb ihres edlen weißes Blutes, dessen Anteil sie von Rechts wegen über diese Sphäre von Elend und Jämmerlichkeit weit hinausgehoben hätte […] Wenn man sie aus dieser Welt herausnähme, sie wüsche und kleidete und in jene andere versetzte, in die sie wenigstens zur Hälfte gehörte, müßte es nicht überaus reizvoll sein zu erleben, wie sich dieses jetzt dem Verkommen geweihte Blut langsam erschließen und all das in sich entfalten würde, was jetzt dumpf und unerlöst in ihr steckt und auf ihr lastet wie ein schwerer Traum.“

Andererseits schrieb Colin Ross in seinem 1929 erschienenen Buch Die Welt auf der Waage auf den Seiten 102–103:

„Gewiß kann ein Auto, ein Gewehr, ein Grammophon, ein Flugzeug Überraschung und Erstaunen erregen, wenn es zum ersten Male vorgeführt wird, aber der ‚Wilde‘ ist im allgemeinen nicht so fassungslos, wie es in den Reiseberichten geschildert wird. Zum mindesten resultiert daraus nicht oder wenigstens nicht immer der Glaube an die Höherwertigkeit des weißen Mannes. Gewiß, man mag seine Macht anerkennen und sich vor ihr beugen, aber innerlich weiß man, daß man als Mensch, als einer, der mit den eigentlichen wirksamen Kräften, mit der Gottheit, verbunden ist, dem Weißen keineswegs nachsteht. Es ist eine schwer zu bestreitende Tatsache, daß eine ganze Reihe farbiger Völker über Fähigkeiten und geistige Kräfte verfügt, die mit Hypnose und Autosuggestion nur ungenügend erklärt sind. Man braucht dabei nicht bis zu den indischen Fakiren greifen, man kann mitunter schon mit einem afrikanischen Regenmacher die merkwürdigsten Dinge erleben.“

Nach längerem Aufenthalt in Amerika ließ er sich in München nieder. Zu Baldur von Schirach und Henriette von Schirach bestand eine enge freundschaftliche Verbindung. Gemeinsam formten sie in den Aufbaujahren der Hitlerjugend deren ideologische und formale Struktur.
Ross pflegte stets mit seiner Familie zu reisen und wurde durch den griffigen (Unter-)Titel „Mit Kind und Kegel …“ bekannt, der zu seinem Markenzeichen wurde. Allerdings kommt seine Familie in den meisten Büchern kaum vor.
Colin Ross konnte – neben Reiseschriftsteller-Kollege Sven Hedin – als einer der wenigen Schriftsteller in der Zeit des Nationalsozialismus ungestraft gegen die antisemitische Politik der Nationalsozialisten Stellung nehmen. Bis 1941 schützte ihn wohl der Umstand, dass er ein persönlicher Freund Henriette von Schirachs war, der Tochter von Hitlers Fotografen Heinrich Hoffmann und Frau Baldur von Schirachs, des Gauleiters von Wien, der ihn bis zuletzt schützte. Zudem wurde er am 12. März 1940 von Hitler persönlich empfangen und nahm mit ihm zwei Tage später ein gemeinsames Mittagessen in Berlin ein, was auf eine innere Verbundenheit mit dem Regime schließen lässt. Er beantragte am 18. Juli 1941 die Aufnahme in die NSDAP und wurde zum 1. Oktober desselben Jahres aufgenommen (Mitgliedsnummer 8.801.727).
Ross hatte eine Tochter, Renate (1915–2004), und einen Sohn, Ralph Colin Ross (1923–1941).
Der Nationalsozialist Colin Ross beging zusammen mit seiner Ehefrau Elisabeth am 29. April 1945 in Urfeld am Walchensee Suizid.

## Werke

### Bücher
- Im Banne des Eises (1911)
- Als der Welt Kohle und Eisen ausging. (Jugendbuch-Reihe Das Neue Universum Band 34, S. 165 ff.) (1913)
- Wir draußen. Zwei Jahre Kriegserleben an vier Fronten (1916) online – Internet Archive
- Südamerika, die aufsteigende Welt (1922) online – Internet Archive
- Der Weg nach Osten. Reise durch Rußland, Ukraine, Transkaukasien, Persien, Buchara und Turkestan (1923)
- Heute in Indien (1924, aufgrund einer neuen Indienreise ist 1937 eine überarbeitete Auflage erschienen)
- Das Meer der Entscheidungen. Beiderseits des Pazifik (1925)
- Fahrten- und Abenteuerbuch (1925)
- Mit dem Kurbelkasten um die Erde (1926)
- Die erwachende Sphinx. Durch Afrika vom Kap nach Kairo (1927)
- Mit Kind und Kegel in die Arktis (1928)
- Mit Kamera, Kind und Kegel durch Afrika (1928)
- Der unvollendete Kontinent (1930)
- Die Welt auf der Waage. Der Querschnitt von 20 Jahren Weltreise (1931)
- Der Wille der Welt (1932)
- Haha Whenua – das Land, das ich gesucht. Mit Kind und Kegel durch die Südsee (1933)
- Zwischen USA und dem Pol. Durch Kanada, Neufundland, Labrador und die Arktis (1934)
- Amerikas Schicksalsstunde. Die Vereinigten Staaten zwischen Demokratie und Diktatur (1935)
- Unser Amerika. Der deutsche Anteil an den Vereinigten Staaten (1936)
- Der Balkan Amerikas. Mit Kind und Kegel durch Mexiko zum Panamakanal (1937)
- Vier Jahre am Feind (1938)
- Das neue Asien (1940)
- Die „Westliche Hemisphäre“ als Programm und Phantom des amerikanischen Imperialismus (1941)
- L’ Avènement d'une nouvelle Europe dans le cadre d’un nouvel ordre mondial (1941)
- Aus dem umkämpften Afrika (1944)

### Filme
- Colin Roß mit dem Kurbelkasten um die Erde (1924)
- Die erwachende Sphinx (1927)
- Ägypten (1928)
- Als Dreijähriger durch Afrika (1928)
- Achtung Australien! Achtung Asien! (1930)
- Das neue Asien (1940)